# Bank of America Plaza (Dallas)

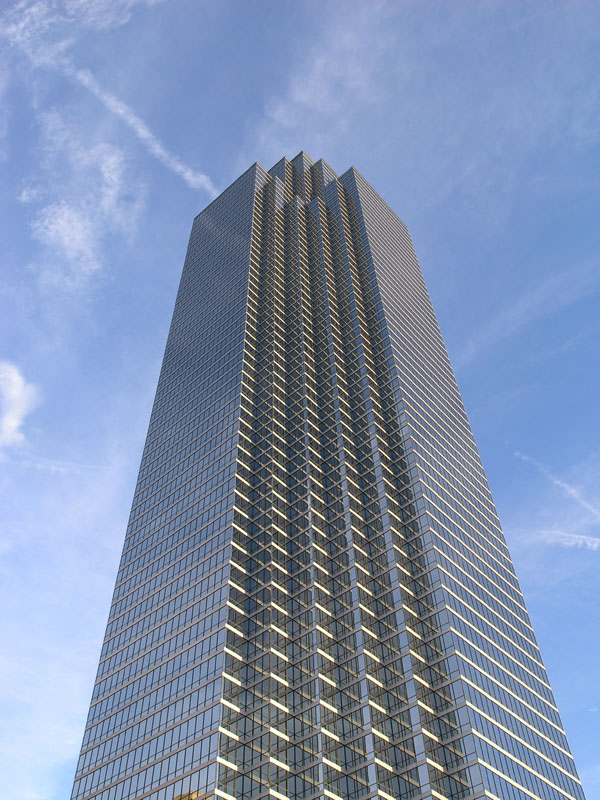
Bank of America Plaza.

Bank of America Plaza é um dos arranha-céus mais altos do mundo, com 280 metros (921 ft). Edificado na cidade de Dallas, Texas, foi concluído em 1985 com 72 andares. É utilizado para abrigar escritórios comerciais.